# 静安寺公墓

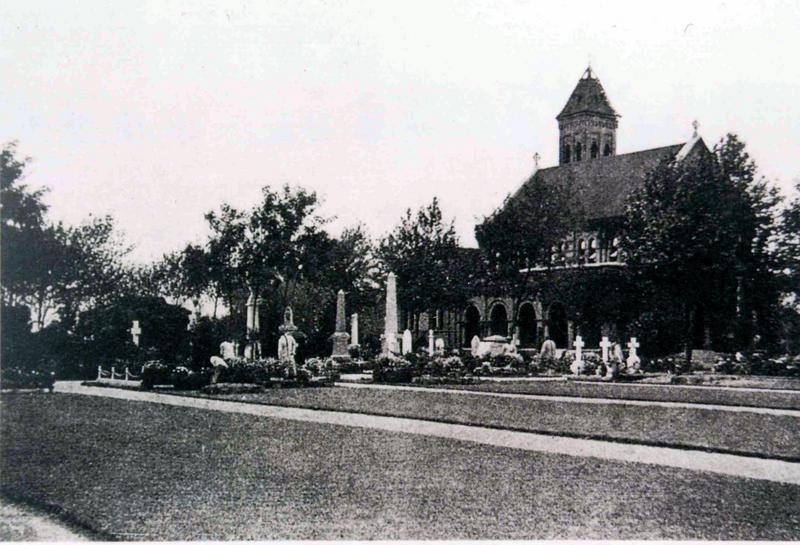
静安寺公墓

静安寺公墓，又称涌泉路公墓（英語：或）、静安寺路公墓，1896年由上海公共租界工部局建立的外国人公墓，占地60亩，1950年代迁葬后改建为静安公园。

## 背景
1843年，上海开埠。其后，旅居上海的外国侨民人数不断增多，仅上海公共租界到1865年已有2297人。很多外侨因故在上海去世，由于回国归葬耗时耗力，不少被安葬在上海。1846年，英国人在外滩附近建成上海第一座公墓——山东路公墓，至1871年因入葬者过多而关闭。随着上海租界的扩大和旅沪外侨的增多，上海西式公墓的数量也随之持续增加。

## 历史

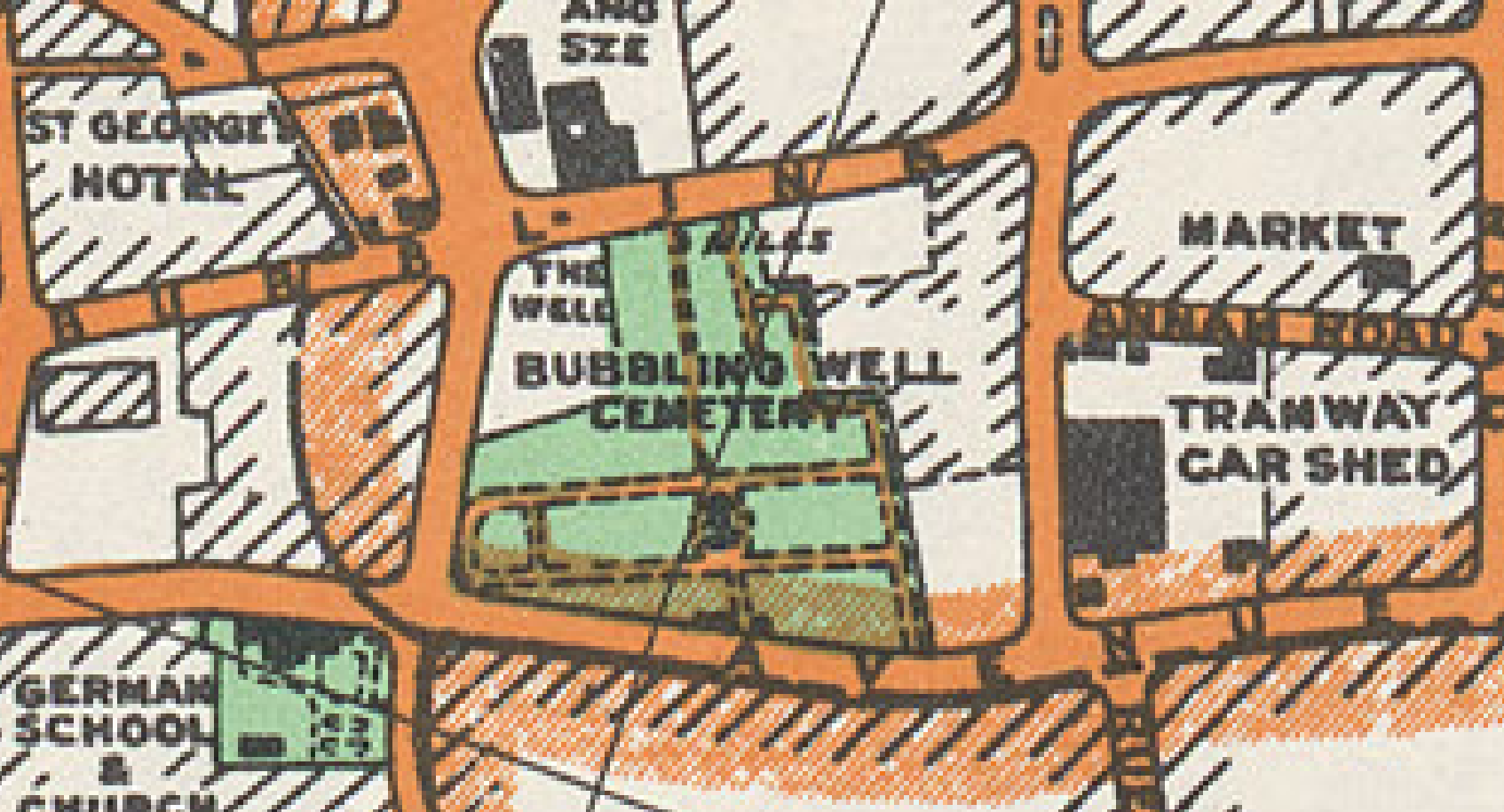
涌泉路公墓在一份1935年上海地图中的位置

随着公共租界从外滩沿着静安寺路向西扩张，管理公共租界市政的工部局于1896年在静安寺对面（南侧）购买一块10英亩的郊野空地，委托建造静安寺公墓，以满足旅沪外侨对西式公墓的需求。静安寺路英文称，即涌泉路，以静安寺门前的一处涌泉命名。建造开始时该地片仍不属于租界区，公墓包括一个教堂和一个火葬场。
1897年8月，火葬场进行第一次火葬。1898年，公墓建成，兼有苗圃，占地69.65亩，是上海第一个设有火葬场的商业性公墓。因专供外籍人落葬，被俗称为外国坟山。1898年10月，公墓进行第一次落葬。
由于工部局对静安寺公墓的收费较高，该墓地中罕有贫困侨民落葬，反而凸显出其精英特点，深受富裕侨民的欢迎。到1928年，静安寺公墓也宣告满员，再无扩张余地。直到1948年，该墓地仍接受安葬。据《静安区志》记载，该墓地有墓葬6214座，到1949年已占用5363座。华人也可以通过预约使用该墓地。
1952年，上海市人大通过迁葬提案，由民政局负责将静安寺公墓迁葬于大场公墓。英国外交部曾试图联系死者家属，并协助部分家庭迁葬，但大部分家庭未能收到通知或无力承担迁葬费用。部分香港家庭将家人墓葬迁至香港的司徒拔道坟场。
1953年，上海市人民政府投资18万元将公墓改建成静安公园，1955年10月3日对公众开放。

## 遗迹
文化大革命期间，因静安公园毗邻中共上海市委办公楼，园西草坪被开辟为大字报张贴区，园内树木花草大部被践踏。1971年至1972年，公园停止开放，在园内修建地下防空工程，绿化再次遭到破坏。1973年起，利用挖防空工程的出土改造地形，公园被全面改建，绿化布局调整，并新建售品部、长廊，重新整修道路、下水道等设施。1974年11月，原静安寺公墓南部的礼堂、火葬间等占地2000平方米的房屋、场地，由延安饭店划归静安公园。1978年，上海市园林处投资22万元，把公园南部原来的教堂及火化间拆除，改建为220平方米的两层楼茶室，100平方米的地下室和100平方米的露天舞台，并在东部新建237平方米的电动游戏转马场。至此，原静安寺公墓设施多已不存，仅留有一座汉白玉罗马柱亭子等遗迹。

## 安葬名人
静安寺公墓共有5000多具墓葬，不仅包括各国外侨，还有约371名中国人安葬于次此。葬于该公墓的名人有英国建筑师、商人和慈善家雷士德，鲁迅友人内山完造与其妻，扬州美汉中学创建者美国传教士韩忭明，同济大学前身德国医学院的创建者德国医生埃里希·宝隆等。

## 相关
静安寺公墓建立不久，苏格兰裔美国人韦伦斯在新闸路28号开办松茂洋行，为外侨提供殡殓丧葬服务，但不久后便悄然关闭。1924年，一家美国纽约的公司到上海租下胶州路207号的西式花园洋房，开办大利行（次年改名上海万国殡仪馆），专为外侨举行殡殓仪式服务。